# 佩萨罗圣母
《佩萨罗圣母》（ Madonna di Ca' Pesaro）是意大利文艺复兴艺术大师提香的一幅布面油画，由雅各伯·佩萨罗订制，用于装饰威尼斯圣方济会荣耀圣母圣殿的小堂，其家族于 1518 年收购了这个小堂，这幅画今天仍在此处。雅各布是塞浦路斯帕福斯的主教，波吉亚家族的教宗亚历山大六世 任命他为教宗舰队的指挥官。 这幅画让人想起提香的早期画作《教宗亚历山大六世将雅各伯·佩萨罗引荐给圣伯多禄》（1510-1511） 。